# Desmognathus auriculatus
Desmognathus auriculatus é um anfíbio caudado da família Plethodontidae. É endémica dos Estados Unidos da América.